# Lluís Farrús i Pijoan
Lluís Farrús i Pijoan   (Lleida, 1895 - 1935) fou un pianista i compositor, fortament vinculat a la ciutat de Lleida. A més de destacar per les seves qualitats com a pedagog, també es distingí com a concertista, i feu concerts i audicions a Lleida, Barcelona, Sabadell, Borriana, Cervera i Palma, entre d'altres, tant sol com acompanyat per altres solistes. Fou sotsdirector de L'Orfeó Canigó a Barcelona, i director de la Lleida Nova.
La vida d'aquesta acadèmia fou de 1917 a 1925 aproximadament, amb uns inicis molt populars en la vida ciutadana que amb el temps anaren minvant. La premsa lleidatana continuà reflectint en les seves pàgines i en els seus documents l'activitat de la seva acadèmia, així com els concerts, els recitals o les mateixes actuacions. L'any 1925, per exemple, la premsa lleidatana n'anunciava l'oferta de classes.